# Midazolam
Midazolam (INN) je krátkodobě působící léčivo ze třídy benzodiazepinů, používané pro léčbu křečí a pro vyvolání sedace a amnezie při lékařských zákrocích. V anglicky mluvících zemích se prodává pod obchodními značkami Dormicum, Hypnovel, a Versed. V Česku je registrována řada léčivých přípravků s obsahem midazolamu.

## Použití a účinky
Má silné anxiolytické, amnestické, hypnotické, antikonvulzivní, myorelaxační a sedativní účinky. Midazolam má krátký čas zotavení a je nejčastěji používaným benzodiazepinem pro účely sedativní premedikace. Méně často se používá k vyvolání a udržování anestezie. Flumazenil je benzodiazepinový antagonista používaný při předávkování a také pro odstranění sedace. Může však iniciovat vznik křečí při předávkování směsí a u osob závislých na benzodiazepinech, proto se příliš často nepoužívá.
Podávání midazolamu nosem nebo bukální cestou (absorpce dásněmi a sliznicí tváří) jako alternativa rektálně podávanému diazepamu se stává čím dál populárnější pro první pomoc při křečích u dětí. Používá se pro sedaci při endoskopii a při intenzivní péči. Anterográdní amnezie u midazolamu je užitečná při premedikaci před chirurgickými výkony, protože potlačuje nepříjemné vzpomínky. Midazolam, podobně jako jiné benzodiazepiny, má rychlý nástup účinku, vysokou účinnost a nízkou toxicitu. Mezi nevýhody patří interakce s jinými léčivy, vypěstování tolerance, abstinenční syndrom a nežádoucí účinky včetně sedace a poruch vnímání. U dětí, starších osob a zvláště při nitrožilním podání se mohou občas objevit paradoxní reakce.

## Popravy
V Oklahomě ve Spojených státech amerických je midazolam používán ve směsi s dalšími látkami k popravám smrtící injekcí. Od dubna 2014 je ale tato metoda poprav pod ostrou palbou kritiky. Tehdy odsouzený Clayton Lockett při vykonání rozsudku trpěl křečemi, zatínal zuby a pokoušel se zvedat hlavu z lehátka. Nakonec zemřel asi po 40 minutách na infarkt. Metodu potom napadli u soudu tři jiní odsouzení čekající na popravu s tím, že midazolam nevyvolává potřebnou úroveň bezvědomí u operací, natož při popravách. 29. června 2015 rozhodl nejvyšší soud USA, že tato poprava neodporuje osmému dodatku americké ústavy, kde jsou zakázány kruté a neobvyklé tresty. Vězni podle konzervativního soudce Samuela Alita mimo jiné neprokázali existenci alternativního a méně bolestivého způsobu popravy, podle liberálního soudce Stephena Breyera by se měl zase soud zamyslet nad tím, jestli není protiústavní samotný trest smrti.